# Portugal enfermo por vicios, e abusos de ambos os sexos
Portugal enfermo por vícios, e abusos de ambos os sexos, dedicado ao senhor José Luís  Guerner, Cônsul de S. M. Siciliana é o título de dois folhetos de José Daniel Rodrigues da Costa publicados em 1819 e 1820.
Os folhetos contém uma sátira ao Portugal do início do século XIX, cuja sociedade o autor considerava viciosa e perdida, entregando-se a festas, a modas importadas do estrangeiro e ao jogo, desprezando tudo o que é português e negligenciando família e bens à custa da sua futilidade.
Depois do corpo principal, constituído pela sátira em verso, o autor adicionou algumas charadas, adivinhas e improvisos, que não tendo relação com o tema principal, tinham a dupla função de avolumar os impressos e divertir dos leitores.